# Stéphane Da Costa
Stéphane Da Costa (* 11. Juli 1989 in Paris) ist ein französisch-polnischer Eishockeyspieler, der seit Mai 2021 erneut bei Awtomobilist Jekaterinburg in der Kontinentalen Hockey-Liga (KHL) unter Vertrag steht und dort auf der Position des Centers spielt.

## Karriere
Stéphane Da Costa begann seine Karriere als Eishockeyspieler in seiner französischen Heimat, in der er zwischen 2004 und 2006 jeweils ein Jahr lang für die Nachwuchsmannschaften von Viry-Châtillon Essonne Hockey und dem HC Amiens Somme aktiv war. Anschließend ging der Center nach Nordamerika, wo er in den folgenden drei Jahren für die Juniorenteams Texas Tornado aus der North American Hockey League und Sioux City Musketeers aus der United States Hockey League auf dem Eis stand. Von 2009 bis 2011 besuchte der Franzose das Merrimack College, für dessen Eishockeymannschaft er am Spielbetrieb der National Collegiate Athletic Association teilnahm. In der Saison 2009/10 konnte er mit 45 Scorerpunkten, davon 16 Tore, in 34 Spielen überzeugen und wurde sowohl zum Rookie des Jahres der Hockey East ernannt, als auch in deren zweites All-Star Team und das All-Rookie Team berufen. Des Weiteren wurde er zum Rookie des Jahres der NCAA aus New England ernannt.
Nachdem Da Costa auch in seinem zweiten Jahr beim Merrimack College überzeugen konnte und erneut in das zweite All-Star Team der Hockey East gewählt worden war, erhielt er am 31. März 2011 einen Zweijahresvertrag bei den Ottawa Senators aus der National Hockey League. Zu seinem NHL-Debüt kam er am 2. April 2011 im Spiel gegen die Toronto Maple Leafs. Bis Saisonende stand er noch in weiteren drei Spielen für Ottawa in der NHL auf dem Eis, in denen er ebenfalls punkt- und straflos blieb. In den folgenden drei Jahren spielte er hauptsächlich für das Farmteam der Senators in der American Hockey League, absolvierte aber insgesamt auch 47 NHL-Spiele. Im Sommer 2014 lief sein Vertrag mit den Senators aus und Da Costa wurde vom HK ZSKA Moskau aus der Kontinentalen Hockey-Liga verpflichtet. 2016 wurde er für das All-Star Game der KHL nominiert.
Aufgrund der überragenden Leistungen – sechs Tore und vier Assists – bei der Eishockey-Weltmeisterschaft der Herren 2017 gehörte er nach dem Turnier zu den Kandidaten, die für einen Wechsel von Europa in die NHL in Frage kamen. Aufgrund gesundheitlicher Probleme kam es nicht zu einem Wechsel in die NHL, auch ein Vereinswechsel innerhalb der KHL zum HK Awangard Omsk scheiterte. Letztlich erhielt Da Costa im Oktober 2017 einen Vertrag bis zum Saisonende beim Genève-Servette HC aus der Schweizer National League.
Im Sommer 2018 kehrte er in die KHL zurück, als er einen Vertrag bei Awtomobilist Jekaterinburg unterschrieb. Für Awto kam er in 66 Saisonspielen auf 51 Scorerpunkte und wurde ob seiner Leistungen für das KHL All-Star Game 2019 nominiert. Im Mai 2019 wechselte er innerhalb der KHL zu Lokomotive Jaroslawl. Nach einem Jahr in Jaroslawl, in dem er 17 Tore und 23 Assists erzielte, wechselte er innerhalb der KHL zu Ak Bars Kasan.

### International
Für Frankreich nahm Da Costa im Juniorenbereich an der U18-Junioren-Weltmeisterschaft der Division I 2006 sowie den U20-Junioren-Weltmeisterschaften der Division I 2008 und 2009 teil. Bei seinen Teilnahmen an den Junioren-Weltmeisterschaften gehörte er jeweils nicht nur zu den besten Spielern seiner Mannschaft, sondern auch zu den punktbesten Spielern der Turniere überhaupt.
Im Seniorenbereich stand er im Aufgebot seines Landes bei den Weltmeisterschaften der Top-Division 2009, 2010, 2011, 2012, 2014, 2015, 2017, 2018 und 2024. Bei den Weltmeisterschaften 2010 und 2014 wurde er jeweils zu einem der drei besten Spieler Frankreichs ernannt. Zudem vertrat Da Costa sein Heimatland bei den Olympia-Qualifikationen für die Winterspiele in Pyeongchang 2018, Peking 2022 und Mailand 2026.

## Erfolge und Auszeichnungen
| - 2009 Teilnahme am USHL All-Star Game - 2009 USHL Second All-Star Team - 2010 Hockey East Rookie of the Year und Peking 2022 - 2010 Hockey East Second All-Star Team - 2010 Hockey East All-Rookie Team - 2010 Hockey East All-Academic Team | - 2010 Tim Taylor Award - 2011 Hockey East Second All-Star Team - 2011 NCAA East Second All-American Team - 2016 Teilnahme am KHL All-Star Game - 2019 Teilnahme am KHL All-Star Game - 2020 KHL-Stürmer des Monats Dezember |

### International
| - 2006 Bester Vorlagengeber der U18-Junioren-Weltmeisterschaft der Division I, Gruppe A - 2008 Topscorer der U20-Junioren-Weltmeisterschaft der Division I, Gruppe B - 2008 Bester Torschütze der U20-Junioren-Weltmeisterschaft der Division I, Gruppe B | - 2009 Topscorer der U20-Junioren-Weltmeisterschaft der Division I, Gruppe A - 2009 Bester Vorlagengeber der U20-Junioren-Weltmeisterschaft der Division I, Gruppe A |

## Karrierestatistik
Stand: Ende der Saison 2024/25

### International
Vertrat Frankreich bei:
| - U18-Junioren-Weltmeisterschaft der Division I 2006 - U20-Junioren-Weltmeisterschaft der Division I 2008 - U20-Junioren-Weltmeisterschaft der Division I 2009 - Weltmeisterschaft 2009 - Weltmeisterschaft 2010 - Weltmeisterschaft 2011 - Weltmeisterschaft 2012 - Weltmeisterschaft 2014 | - Weltmeisterschaft 2015 - Qualifikationsturnier für die Olympischen Winterspiele 2018 - Weltmeisterschaft 2017 - Weltmeisterschaft 2018 - Qualifikationsturnier für die Olympischen Winterspiele 2022 - Weltmeisterschaft 2024 - Qualifikationsturnier für die Olympischen Winterspiele 2026 |

(Legende zur Spielerstatistik: Sp oder GP = absolvierte Spiele; T oder G = erzielte Tore; V oder A = erzielte Assists; Pkt oder Pts = erzielte Scorerpunkte; SM oder PIM = erhaltene Strafminuten; +/− = Plus/Minus-Bilanz; PP = erzielte Überzahltore; SH = erzielte Unterzahltore; GW = erzielte Siegtore; 1 Play-downs/Relegation; Kursiv: Statistik nicht vollständig)

## Familie
Stéphane Da Costas Brüder Gabriel und Teddy sind ebenfalls französische Nationalspieler.